# Jack Welpott
Jack Welpott  (* 27. April 1923 in Kansas City; † 24. November 2007) war ein US-amerikanischer Fotograf.

## Leben
Jack Welpott wurde am 27. April 1923 in Kansas City jüngster von drei Söhnen des Ehepaares Ray C. Welpott und Delores Davenroy aus St. Louis, Missouri geboren. Die Kindheit verbrachte er in St. Louis und Sadalia, 1933 zog die Familie nach  Bloomington, Indiana. Unter dem Einfluss seines Onkels Cal Welpott begann er 1935 zu fotografieren. 
Er begann ein Studium an der Indiana University, wurde jedoch 1943 zur US Air Force eingezogen und diente bis 1946 als Funküberwacher im Südpazifik. Nach dem Zweiten Weltkrieg kehrte er an die Indiana University zurück, wo er bei Henry Holmes Smith Fotografie und bei Leon Golub Malerei studierte. Als erster Student dort schloss er sein Studium mit einem Master of Fine Arts im Fach Fotografie ab, als zweiter Absolvent folgte Jerry Uelsmann. Während seines Studiums lernte er auch Minor White, Aaron Siskind und Harry Callahan kennen. 1959 erhielt Welpott einen Lehrauftrag an der San Francisco State University, wurde 1961 zum Associate Professor und 1971 zum Full Professor ernannt und war dort bis 1992 tätig.

## Leistungen
Welpott wirkte vor allem als Hochschullehrer und ist einer der Begründer des Fachs Fotografie. Zu seinen Schülern gehören Judy Dater, Leland Rice, Michael Bishop, Harvey Himelfarb, John Spence Weir und Catherine Wagner. Seine Werke sind unter anderem in den Sammlungen des Getty Museums, des Museum of Modern Art, des San Francisco Museum of Modern Art und des George Eastman House vertreten. 1973 erhielt er die Medaille der Rencontres d’Arles.